# Vägen till ena nyckelpigo
Vägen till ena nyckelpigo (engelska: Bugs in Love) är en amerikansk animerad kortfilm från 1932. Filmen ingår i Silly Symphonies-serien.

## Handling
Ett gäng insekter har anordnat en fest. Två förälskade insekter befinner sig på ett annat ställe. Plötsligt kommer en kråka och vill äta upp dem båda. En annan insekt lägger märke till detta och samlar ihop de andra för att rädda kärleksparet.

## Om filmen
Filmen är den sista Silly Symphonies-film som producerades i svartvitt.
Filmen innehåller flera klassiska musikstycken, bland annat Skridskoåkarna av Emil Waldteufel och utdrag av Muntra fruarna i Windsor av Otto Nicolai.
Filmen hade svensk premiär den 12 december 1932 och visades på Sture-Teatern i Stockholm.